# Laurie Jinkins
Laurie A. Jinkins (nacida en agosto de 1964) es una política, abogada y funcionaria de salud pública estadounidense de Tacoma, Washington, que se desempeña como miembro de la Cámara de Representantes de Washington por el distrito 27 Ella es.demócrata y se desempeña como presidenta de la Cámara de Representantes desde enero de 2020.

## Primeros años y educación
Jinkins creció en el Medio Oeste rural y asistió a la Universidad de Wisconsin-Madison, donde obtuvo títulos de licenciatura y maestría. Se mudó al estado de Washington en 1987 para asistir a la Facultad de Derecho de la Universidad de Puget Sound (ahora afiliada a la Universidad de Seattle), donde obtuvo un juris doctor en 1990. En 2007, completó el programa de Altos Ejecutivos en Gobiernos Estatales y Locales en la Escuela de Gobierno John F. Kennedy de la Universidad de Harvard.

## Carrera
Después de graduarse, trabajó como fiscal general adjunta en Tacoma, antes de unirse al Departamento de Salud del Estado de Washington en Olympia en 1995. Permaneció en el departamento hasta 2008, donde llegó a ocupar el puesto de secretaria adjunta. En 2008, se unió al Departamento de Salud del Condado de Tacoma-Pierce como subdirectora.

### Política
Jinkins tiene una larga trayectoria de participación en organizaciones cívicas, gubernamentales y políticas. De 1990 a 1992, presidió el Grupo de Trabajo sobre Crímenes de Odio de Tacoma., posteriormente presidió el Comité de Revisión de la Carta de Tacoma y la Junta Directiva del Tacoma Community College. En 2009, lideró la exitosa campaña estatal para aprobar el Referéndum 71, afirmando la ley de unión de hecho de Washington.
Cuando la representante Dennis Flannigan decidió no buscar la reelección a la Cámara de Representantes de Washington en 2010, Jinkins anunció su candidatura para el puesto. Cuatro demócratas y un independiente se presentaron para el escaño vacante en las primarias entre los dos principales candidatos celebradas el 17 de agosto de 2010. Jinkins fue la candidata con mayor número de votos en las primarias, seguido por su compañero demócrata Jake Fey, miembro del Consejo Municipal de Tacoma, que quedó en segundo lugar. En las elecciones generales celebradas el 2 de noviembre, Jinkins derrotó a Fey por 54% contra 46%.
El 31 de julio de 2019, el Caucus Demócrata de la Cámara de Representantes seleccionó a Jinkins como la nueva presidenta designada de la Cámara de Representantes del Estado. Reemplazó al presidente interino John Lovick, quien asumió el cargo al finalizar el mandato del expresidente Frank Chopp. Jinkins es la primera mujer y la primera presidenta LGBTQ en la historia del estado de Washington.

## Vida personal
Jinkins se indentifica como lesbiana. Ella y su esposa, Laura Wulf, tienen un hijo. Ella es la primera miembro abiertamente lesbiana de la Legislatura del Estado de Washington.